# 富士通フロンテック
富士通フロンテック株式会社（ふじつうフロンテック）は、富士通グループに属する電子機器の開発・製造メーカーである。本社は東京都稲城市矢野口に所在。

## 概要
2002年7月に商号を富士通フロンテックに変更したが、それまでの社名は富士通機電株式会社であった。
1928年、新潟県西蒲原郡燕町（現・燕市）に洋食器製造業として創業。1940年に株式会社に改組後、1944年、富士通信機製造（現・富士通）が全株を引き受け、電話機及び電話交換機の部品製造会社として再スタート。主力の金融機関向け、ATM（現金自動預払機）や営業店端末、流通業界向けのPOS端末やハンディターミナル、公営競技場向けのトータリゼータシステム等で、業界上位のシェアを持っている。
製品は、親会社である富士通を経由して販売される比率が高い。また、日本国外の販売比率も高まっており、グローバルに事業を展開している。
2020年9月30日に親会社の富士通による株式公開買付けが成立。富士通フロンテックは同年12月24日に上場廃止となり、同年12月28日付で富士通の完全子会社となった。

## 関連会社
日本国内
- 株式会社ライフクリエイト
- 株式会社富士通フロンテックシステムズ
- トータリゼータエンジニアリング株式会社

日本国外
- FUJITSU DIE-TECH CORPORATION OF THE PHILIPPINES
- 富士通先端科技（上海）有限公司
- Fujitsu Frontech North America Inc.
- FUJITSU FRONTECH CHUNGHO GLOBAL PRODUCTS Co. Ltd.

## ATM
ATM自動機製品のFACT-Vシリーズを主力機種として、富士通株式会社を通じて販売している。ATMをトータルに監視・運用するサービスやシステムも行っている。海外向けには、紙幣ユニットなどのメカコンポーネントを供給している。

## 手のひら静脈認証
金融機関のATMで先行して導入された手のひら静脈認証装置は、人の生体的特徴を利用して高精度で個人を識別することのできる「バイオメトリクス（生体認証）」の一つであり、高精度で、且つ偽造や「なりすまし」などの不正行為に対し強堅という特徴を持つ。同社では、この認証装置をパソコン用マウスに搭載した手のひら静脈認証PCログインキットを製品化しており、手軽に世界最高水準のセキュリティを利用できる。

## POS
POSはpoint of sale（販売時点情報管理）のことで、同社はハードウェアとソフトウェアを量販店や専門店などに納入している。TeamPoSシリーズのような一般的なPOSの他に、セルフレジやタブレットを利用したモバイルPOSも製造している。

## ハンディターミナル
業務用の携帯情報端末であるハンディターミナルを、運送業・小売店・製造業などに納入している。スキャナやプリンターを搭載したモデルや、タブレット型も製造している。

## RFID
個別に情報を埋め込んだICタグと、その情報を通信により読み書きするリーダライタを製造、販売している。近年ではアパレル店舗への導入が始まっている。

## トータリゼータシステム
同社は親会社である富士通の配下でトータリゼータシステムの一部を納品している。製品は導入実績が豊富で、高性能、システムの信頼性が高い事から、多くの公営競技場に採用されている（競馬場ではシェア1位）。
しかし、2011年12月7日に（財）車両情報センターに導入されている同社システムの障害により、当日開催していた全15カ所の競輪場が影響を受けた。このトラブルで14カ所が途中でレースを取りやめ、ナイターだった松山は全レースが中止となった。関係者の試算によると、この日の損失額は約10億円になるという。
投票券や発券機の特徴として、
- 文字の白抜きと黒抜きが出来るので、枠番車番が見分けやすい
- マークカードの両面読取に対応、又一枚の券面に複数の式別の記載が可能（マルチユニット）
- 多彩な購入方法がある（総流し、フォーメーション等）
- 少点数（1〜2点）と券面に選手名等を記載できる（旧式は非対応、ソフトウェア上で有無を選択可能）
- 普通紙（磁気券）と感熱紙の両方の利用が可能
- 販売を停止することなく釣銭と投票券原紙の補充可能
- 発券が速い

等があり、特に発券が速いことから、入場者が多い所では重宝されている。

### 主な採用箇所
- 中央競馬 (JRA)（J-PLACE笠松、J-PLACE金沢、J-PLACE福山駅前、J-PLACE柳津、J-PLACE高知、J-PLACE宿毛、パルス高知、パルス藍住を除く（笠松は日本ベンダーネット、それ以外は日本トーターを使用））、大井競馬場、船橋競馬場、浦和競馬場、川崎競馬場、ばんえい競馬、ホッカイドウ競馬、盛岡競馬場、水沢競馬場、名古屋競馬場、園田競馬場、姫路競馬場（旧福山場外〈日本トーター〉を除く）、佐賀競馬場等の各競馬場
- 京王閣競輪場、川崎競輪場、松戸競輪場、平塚競輪場、伊東温泉競輪場、岐阜競輪場[注釈 1]、熊本競輪場等の各競輪場
- 唐津競艇場、江戸川競艇場、大村競艇場、ボートピア三日月、ボートピア市原、ボートピア習志野、ボートピア名古屋、ボートピア金峰、ミニボートピア天文館、ボートピアみやき、ボートピア呉宮島、オラレ上越

競馬場での採用率は非常に高い。三連勝単式等の新賭式導入の際に実績のある日本トーターに奪われ、一時シェアを落とした。しかしその後、包括的民間委託を開始するにあたって、小倉競輪場では同社が提案コンペティションに勝ち、同社製に乗り換えた。また競艇場では従来唐津だけだったが、江戸川も2008年5月から採用した。逆に山陽オートレース場のように包括的民間委託のコンペティションに負け、日本トーターに切り換えるところもある。
なお納入機器の保守管理は、JRAについてはJRAシステムサービス、それ以外の公営競技場については子会社のトータリゼータエンジニアリングが担当している（2025年4月1日に完全移管）。

## 大型映像情報表示システム

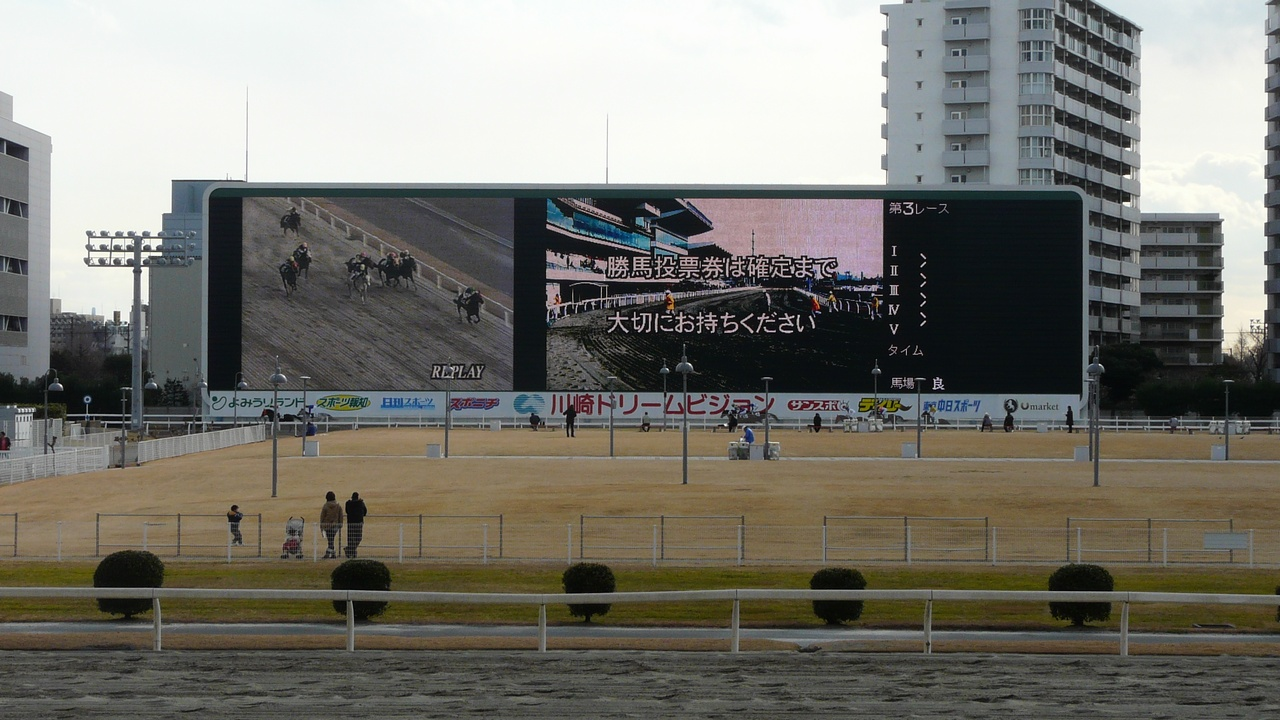
川崎競馬場 川崎ドリームビジョン

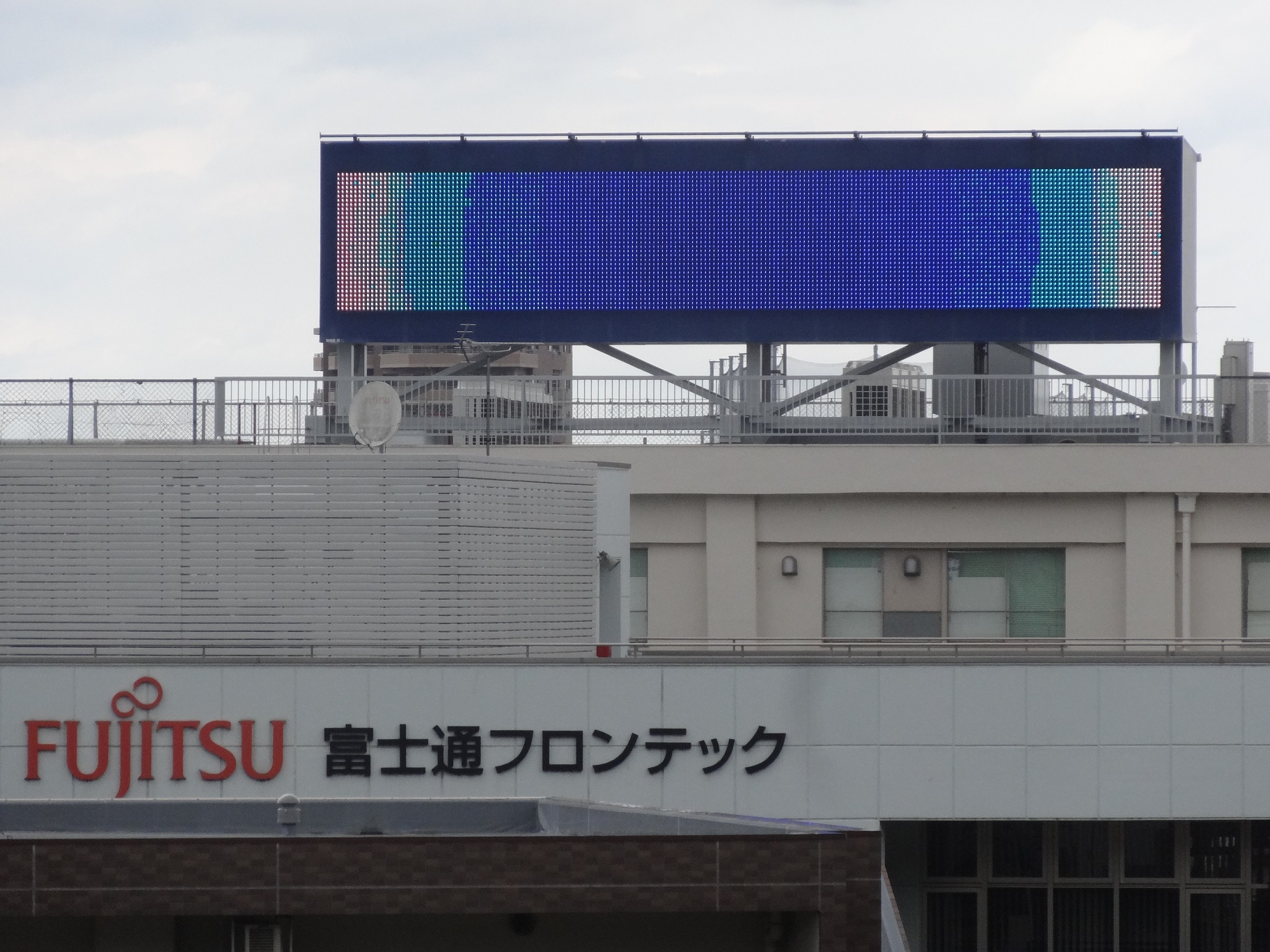
本社屋上に置かれたもの

スーパーフロンテックビジョン（Super Frontech Vision）という製品名で大型映像装置の製造を行っており、公営競技施設などへの納入実績がある。また、スコアボードや医療機関・空港向けの表示システムも手掛けている。
主なものとしては、川崎競馬場に2003年6月に設置された、当時世界最大の大型映像装置「キングビジョン」、2009年6月にそれを改良拡大し、あらためて世界最大の大型映像装置となった「川崎ドリームビジョン」がある。
本社工場の屋上にも据え付けられ電光ニュースを流しており、最寄駅の京王電鉄相模原線京王よみうりランド駅から見ることができる。